# Пляжне чтиво
Пляжне чтиво (англ. Beach Read) — це сучасний любовний роман Емілі Генрі 2020 року. Видавництво Penguin Random House Audio випустило аудіокнигу.

## Короткий зміст
Дженуері Ендрюс — успішна авторка романів про кохання, яка переживає важкий період після смерті батька та звістки про його роман на стороні. Оселившись у старому пляжному будинку батька, щоб виставити його на продаж, вона знову зустрічає Оґастеса Еверетта — свого суперника з коледжу, який став відомим письменником. Їх знову зближує спільна проблема — творче вигорання, тож вони вирішують кинути виклик собі та одне одному: за літо написати роман в жанрі, притаманному іншому.

## Сюжет
Дженуері Ендрюс і Оґастес «Ґас» Еверетт — два письменники з протилежними стилями. Дженуері пише найпопулярніші любовні романи зі щасливим кінцем, тоді як Ґас — автор серйозної художньої прози з похмурими сюжетами, яку схвально сприймає літературна критика. Обоє зіткнулися з письменницьким блоком і особистими кризами: нещодавно помер батько Дженуері, залишивши їй будинок біля озера, про який вона не знала, а Ґас намагається впоратися з власним непростим минулим.
Зрештою вони проводять літо як сусіди в спільноті біля озера. Щоб розбити творчі блоки, вони укладають парі: кожен спробує писати в жанрі іншого. Дженуері напише літературний роман, а Ґас — романтичну прозу. Під час спільних дослідницьких вилазок і сеансів письма вони починають розуміти та цінувати погляди й труднощі одне одного.
У процесі спілкування вони зіштовхуються зі своїм емоційним багажем, прихованими таємницями та страхами. Межа між професійним суперництвом і особистим зв’язком стирається, що призводить до несподіваного романтичного розвитку подій. Зрештою, їхні літні виклики допомагають їм рости як письменникам і особистостям, і вони знаходять зцілення та любов у компанії одне одного.
З настанням літа їхній зв’язок поглиблюється, і вони починають уявляти майбутнє за межами тимчасової домовленості. Їхня подорож — це не лише подолання письменницького блоку, а й пошук себе та одне одного. Роман закінчується тим, що обидва герої починають нові розділи свого життя, сповнені надії, творчості та обіцянки міцного кохання.

## Прийняття
Роман «Пляжне чтиво» був бестселером New York Times. Його було внесено до списку Indie Next List за червень 2020 року та обрано одним із 38 любовних романів журналу The Oprah Magazine, які мають стати найкращими 2020 року. PopSugar назвав її найкращою любовною книжкою 2020 року. Роман був номінований на премію Goodreads Choice Award за найкращий роман, посів друге місце.
Kirkus Reviews назвав роман «Пляжне чтиво» «сердечним поглядом на другий шанс у житті та коханні». У рецензії Publishers Weekly сказано: «Читачі неодмінно закохаються в цю метаісторію, сповнену щирості й теплоти, яка по-новому осмислює романтичний жанр».
У квітні 2023 року було оголошено, що за романом  «Пляжне чтиво» зніматимуть художній фільм для 20th Century Studios. Режисером фільму стане Юлінь Куанг.

## Переклад українською
2023 року у видавництві «Артбукс» вийшов український переклад роману. Перекладачка —  Дар'я Беззадіна.